# Parafia Najświętszej Maryi Panny Wniebowziętej w Wojakowej
Parafia Najświętszej Maryi Panny Wniebowziętej w Wojakowej – parafia rzymskokatolicka znajdująca się w diecezji tarnowskiej, w dekanacie Czchów.

## Historia parafii
Zapisy historyczne nie precyzują dokładnie daty erygowania parafii w Wojakowej, jednakże wzmianki zawarte w Aktach Kamery Apostolskiej wskazują, że istniała już przed rokiem 1320. Została wyłączona z parafii Tropie, a w jej skład wchodzili wierni ze wsi: Wojakowa, Drużków Pusty, Porąbka Iwkowska, Łęki, Kąty, Dobrociesz i Połom Mały. 
Według kronikarza Jana Długosza, kościół w Wojakowej ufundowany został przez rycerza Wacława Wojaka herbu Brohowicz, w roku 1363 i początkowo nosił wezwanie Wszystkich Świętych. Budynek świątyni wzniesiono z kamienia łamanego w stylu gotyckim a dach pokryto gontami. Na terenie parafii Wojakowa, w Drużkowie, istniała też konsekrowana w roku 1661 kaplica pod wezwaniem Św. Bernarda Opata, która z biegiem czasu uległa zniszczeniu. 
Na początku XX wieku budynek kościoła w Wojakowej był w złym stanie i coraz częściej pojawiały się plany budowy nowego. W roku 1930 rozebrano większą część kościoła, pozostawiając tylko prezbiterium, do którego w następnych latach dobudowano korpus. Z dawnego wyposażenia pozostawiono jedynie kamienną chrzcielnicę oraz barokowy ołtarz z łaskami słynącym obrazem Matki Bożej z Dzieciątkiem. Pod koniec siedemnastego wieku kościoła w Wojakowej używali Bracia polscy. 
Początkowo parafia w Wojakowej należała do archidiakonatu diecezji krakowskiej. W roku 1751 wraz z dekanatem lipnickim została  włączona do archidiakonatu wojnickiego. W 1784 roku, po zlikwidowaniu dekanatu lipnickiego parafia została włączona do dekanatu brzeskiego. Pierwszy rozbiór Polski w 1772 roku podzielił również diecezję krakowską. Część diecezji, w której znalazła się parafia w Wojakowej, znalazła się w zaborze austriackim. Z galicyjskiej części diecezji krakowskiej papież Pius VI w roku 1786 powołał do życia diecezję tarnowską do której należała również parafia w Wojakowej. Po trzecim rozbiorze Polski na pewien czas diecezja tarnowska przestała istnieć a parafia Wojakowa znowu przynależała do diecezji krakowskiej. Trwało to do 1821 roku, kiedy to utworzono przejściowo diecezję, której siedzibą było opactwo benedyktyńskie w Tyńcu. Diecezja tarnowska została reaktywowana przez papieża Leona XIII w roku 1826. W roku 1891 nastąpiło przeniesienie parafii w Wojakowej z dekanatu brzeskiego do dekanatu czchowskiego. Przynależność ta trwała do roku 1928, kiedy to, po utworzeniu nowego dekanatu lipnickiego, Wojakowę włączono do tego dekanatu. Po drugiej wojnie światowej, w roku 1949 parafię Wojakowa na nowo przydzielono do dekanatu czchowskiego i taki stan utrzymuje się do chwili obecnej.